# Ernesto da Conceição Soares
Ernesto da Conceição Soares (Setúbal, 5 de outubro de 1979) é um ex-futebolista cabo-verdiano que atuava como goleiro.

## Carreira em clubes
Ernesto jogou quase toda sua carreira em Portugal, tendo representado Barreirense, Alverca e Estoril até 2008, quando conseguiu sua primeira transferência para uma equipe estrangeira, o Doxa Katokopia, então na segunda divisão do Campeonato Cipriota.
Regressou a Portugal em 2009, para defender o Carregado, deixando a equipe após o rebaixamento para a terceira divisão nacional. Após uma rápida passagem pelo Lagoa, retornou ao Estoril três anos depois de deixar a agremiação. Sua segunda passagem pelos Canarinhos durou apenas 3 partidas.
Em dezembro de 2012, assinou com o Vilankulo FC, equipe da primeira divisão do Campeonato Moçambicano, onde encerrou sua carreira aos 33 anos.

## Carreira internacional
Português de nascimento, Ernesto chegou a representar a seleção Sub-20 no Torneio Internacional de Toulon, em 2000. Estreou pela Seleção Cabo-Verdiana em um amistoso contra o Senegal em junho de 2004, tendo sua maior sequência como titular dos Tubarões Azuis em 2008, quando atuou em 7 partidas. A última de suas 22 partidas pela seleção foi contra a Tunísia, pelas eliminatórias da Copa de 2014.

## Títulos
Estoril
- Segunda Liga: 2011–12